# Фіренцуола
Фіренцуола (італ. Firenzuola) — муніципалітет в Італії, у регіоні Тоскана,  метрополійне місто Флоренція.
Фіренцуола розташована на відстані близько 270 км на північ від Рима, 39 км на північ від Флоренції.
Населення — 4799 осіб (2014).
Покровитель — святий Іван Хреститель.

## Демографія
Населення за роками:

Станом на 1 січня 2023 року в муніципалітеті офіційно проживало 378 іноземців з 34 країн, серед них 149 громадян країн Євросоюзу та 6 громадян України.

## Сусідні муніципалітети
- Барберино-ді-Муджелло
- Борго-Сан-Лоренцо
- Кастель-дель-Ріо
- Кастільйоне-дей-Пеполі
- Монгідоро
- Монтеренціо
- Палаццуоло-суль-Сеніо
- Сан-Бенедетто-Валь-ді-Самбро
- Скарперія-е-Сан-П'єро